# Vermögenspolitik
Die Vermögenspolitik umfasst die wirtschaftspolitischen Maßnahmen des Staates, die auf die Entwicklung, Struktur und Verteilung der volkswirtschaftlichen Vermögen Einfluss nehmen. Vorrangige Ziele der Vermögenspolitik sind die Förderung der Vermögensbildung und die Verteilungsgerechtigkeit.

## Rechtsgrundlagen
In Deutschland fanden die von sozialdemokratischer und kommunistischer Seite erhobenen Forderungen nach Umverteilung der Vermögen im Jahr 1919 einen ersten rechtlichen Niederschlag in der Bestimmung zur Sozialpflichtigkeit des Eigentums der Weimarer Reichsverfassung (Art. 153 Abs. 3 WRV), die 1949 in leicht veränderter Form auch Eingang ins Grundgesetz der Bundesrepublik Deutschland fand (Art. 14 Abs. 2 GG): „Eigentum verpflichtet. Sein Gebrauch soll zugleich dem Wohle der Allgemeinheit dienen.“ Durch die im gleichen Artikel festgelegte Eigentumsgarantie sind die Möglichkeiten des Rechtsstaats zur Einwirkung auf die Vermögensverteilung jedoch geringer als bei der Einkommensverteilung. Andererseits legt das in den Art. 20 und Art. 28 GG verankerte Sozialstaatsprinzip dem staatlichen Handeln bestimmte Verpflichtungen auf, deren Umfang allerdings je nach politischem Standpunkt unterschiedlich interpretiert wird.

## Instrumente
Zu den bevorzugten Instrumenten der Vermögenspolitik gehören insbesondere steuerliche Maßnahmen wie die Besteuerung von Besitz durch eine Vermögensteuer, eine Erbschaftsteuer oder eine Grundsteuer. Im positiven Sinne können auch staatliche Transferleistungen, Subventionen und Steuervergünstigungen eingesetzt werden, um die breitere Bildung und Verteilung von Vermögen zu fördern. Weitere Maßnahmen sind im Rahmen der Sozialversicherungen, der Betriebsverfassungspolitik oder durch gesetzliche Eingriffe in das Eigentumsrecht möglich.

## Geschichte
Historisch konzentrierte sich die Diskussion um die Vermögensverteilung in Deutschland auf die Ungleichheit des Besitzes an Grund und Boden. Neben der Diskussion um eine Bodenreform in Deutschland spielte während der Weimarer Republik auch die Frage der Fürstenenteignung eine Rolle.
Nach der weitgehenden Vernichtung des Geldvermögens in der Stunde Null und dem Neuanfang durch die Währungsreform 1948 spielte die Vermögenspolitik in den ersten Jahrzehnten der Bundesrepublik eine wichtige Rolle.
Im Konzept der von Wirtschaftsminister Ludwig Erhard formulierten Sozialen Marktwirtschaft ist die staatliche Förderung privater Vermögensbildung auch deshalb von Bedeutung, weil diese als funktionell zum Erhalt der Wettbewerbsordnung angesehen wird. Im Gesetz über die Bildung des Sachverständigenrats zur Begutachtung der gesamtwirtschaftlichen Entwicklung von 1963 wurde der Rat der fünf Weisen deshalb verpflichtet, auch „die Bildung und Verteilung von Einkommen und Vermögen“ zu untersuchen.
Im ersten Jahrzehnt nach dem Krieg stand zunächst noch der Ausgleich der Kriegsschäden im Vordergrund. Durch das Lastenausgleichsgesetz wurden ab 1952 vor allem die Ausgebombten und Heimatvertriebenen entschädigt. Zur Finanzierung wurden diejenigen herangezogen, deren Vermögen den Krieg unbeschadet überstanden hatte. Anschließend wurde auch eine Serie von Maßnahmen ergriffen, um die Vermögensbildung seitens der Arbeitnehmer zu fördern und so die Vermögensverteilung gleichmäßiger zu gestalten.
Wichtige Maßnahmen waren u. a. das erste Vermögensbildungsgesetz (1961), die Förderung von Belegschaftsaktien und die Ausgabe von Volksaktien. Im Bereich der Tarifpolitik wurden verschiedene Modelle des Investivlohns umgesetzt. Maßnahmen zur Wohnbauförderung (7b-Abschreibung, Wohnungsbauprämie, Eigenheimzulage, Baukindergeld u. a.) sollten die in Deutschland traditionell niedrige Wohneigentumsquote heben und damit ebenfalls zur Änderung der Vermögensverteilung beitragen. Nach dem erfolgreichen Wiederaufbau und dem Wirtschaftswunder erlangten auch die klassischen Instrumente zur Belastung der Vermögenden wieder größere Bedeutung: die Erbschaftsteuer und die Vermögensteuer. Die Vermögenssteuer wurde in Deutschland 1923 einheitlich geregelt, das Vermögensteuergesetz zuletzt 1974 novelliert. Nach einem Verfassungsgerichtsurteil aus dem Jahr 1995 wurde die Erhebung der Vermögensteuer jedoch ab dem Steuerjahr 1997 ausgesetzt.
Im Stabilitätsgesetz von 1967 wurde zwar kein Verteilungsziel aufgenommen, doch wurde in der Folgezeit von verschiedener Seite wiederholt die Forderung nach Erweiterung des Magischen Vierecks um das Ziel einer ausgeglichenen Vermögensverteilung erhoben. Unter den Parteien im Bundestag herrscht heute weitgehender Konsens über den Wert einer gerechten Vermögensverteilung für die Entwicklung von Wirtschaft und Gesellschaft, wobei naturgemäß unterschiedliche Vorstellungen bestehen, was als eine solche empfunden wird und mit welchen Mitteln sie eventuell erreicht werden soll. Viele bewährte Instrumente der Vermögensbildungsförderung wurden seit der Wiedervereinigung jedoch zurückgefahren, da durch die Kosten der Deutschen Einheit (finanziert durch den einkommensabhängigen Solidaritätszuschlag) und den ökologischen Umbau der Marktwirtschaft andere Prioritäten im Vordergrund standen.